# Listă de poeți: P
A - Ă - B - C - D - E - F - G - H - I - Î - J - K - L - M - N - O - P - Q - R - S - Ș - T - Ț - U - V - W - X - Y - Z

### P

#### Pa
- Robert Pack
- Ruth Padel
- Ron Padgett
- Pavlina Pajk, (1854-1901)
- Grace Paley
- Francis Turner Palgrave
- Rado Palir
- Palladas
- Michael Palmer, (1943-)
- Dorothy Parker, (1893-1967)
- Thomas Parnell, (1670-1718)
- Nicanor Parra, poet chilian
- Giovanni Pascoli, poet italian
- Linda Pastan
- Boris Pasternak, (1890-1960), poet și romancier rus
- Kenneth Patchen, (1911-1972)
- Andrea Paterson
- Andrew Barton Paterson (banjo)
- Don Paterson
- Coventry Patmore
- Vida Mokrin Pauer, (născut în 1961)
- Marko Pavcek, (1958-1979)
- Tone Pavcek, (născut în 1928)
- Robert Pawlwoski
- Octavio Paz, (1914-1998), poet mexican

#### Pe-Pl
- Thomas Love Peacock, (1785-1866),
- Patrick Pearse,
- George Peel, (1558-1597)
- Charles Péguy, poet francez din secolul XX
- Sam Pereira
- Bruno Pertot
- Fernando Pessoa, (1888-1935)
- Ruza Lucija Petelin
- Pascale Petit
- Francesco Petrarca
- Ambrose Philips
- France Pibernik, (născut în 1928)
- Matjaz Pikalo, (născut în 1963)
- Robert Pinsky
- Bojan Pisk, (născut în 1933)
- Klemen Pisk
- Ruth Pitter
- Christine de Pizan, (circa 1365-circa 1430), istoric, poet, filozof
- Iztok Geister Plamen, (născut în 1945)
- Sylvia Plath, (1932-1963),
- German Plisetsky, (născut în 1931)
- Williams Plomer

#### Po-Pu
- Edgar Allan Poe, (1809-1849),
- Suman Pokhrel, (născut în 1967)
- Denis Poniz, (născut în 1948)
- Alexander Pope, (1688-1744),
- Ezra Pound, (1885-1972), leader al Imagismului american
- Carlo Porta, a scris în (dialectul milanez)
- Halina Poswiatowska
- Blaz Potocnik, (1799-1872)
- Jure Potokar, (născut în 1956)
- Neil Powell
- Winthrop Mackworth Praed
- Andrej Praprotnik, (1827-1895)
- E.J. Pratt
- Ivan Pregelj, (1883-1960)
- France Prešeren, (1800-1849), poet sloven
- Jacques Prévert, (1900-1977), poet francez
- Robert Priest
- Janez Primic, (1785-1823)
- Matthew Prior, (1664-1721)
- Bryan Waller Proctor
- Luigi Pulci
- Alexsandr Pușkin, (1799-1837),  cel mai mare poet rus din toate timpurile